# Izegrim
Izegrim is een Nederlandse thrashmetalband, met invloeden van deathmetal. De band uit Zutphen werd in 1996 opgericht door gitarist Jeroen Wechgelaer (ex-Deluzion) en drummer Joep van Leeuwen (ex-Solstice). Jeroen Wechgelaer is sinds 2008 het enige originele bandlid. De band werd opgericht als Isegrim, maar deze naam werd veranderd na de opname van de eerste demo.

## Geschiedenis

### 1996-2005
Izegrim wordt in 1996 in Zutphen opgericht door gitarist Jeroen Wechgelaer en Joep van Leeuwen (Ränz). Joep haalt Kristien Dros (Krisz) bij de band als zangeres, die opvalt door haar opmerkelijke grunt. Aanvankelijk experimenteert de band nog met toetsen, maar met het vertrek van Anita Luderer (Anita L.) wordt de traditionele bandbezetting (zang, gitaar, bas en drums) weer aangenomen.
Drummer Van Leeuwen is op dat moment verantwoordelijk voor de maatschappelijke en soms politiek getinte teksten van de band, die door zangeres Krisz gezongen worden. Gitarist Niels Donninger vervangt Jeroen van Heuvelen al na een paar maanden, maar krijgt het aanbod om tot de band Goddess of Desire toe te treden en verlaat Izegrim in 1999. Hij wordt korte tijd vervangen door Corvin Keurhorst, om in 2000 weer vervangen te worden door Carsten Altena. In 2004 stopt bassiste en achtergrondzangeres Anita Borst. Ze wordt vervangen door Marloes Voskuil.

### 2005-heden
In 2005 trad gitarist Bart van Ginkel toe tot de band. Zijn snelle, agressieve speelstijl en zijn vermogen om snelle, melodieuze solo's te spelen, stelde de band in staat om door te groeien naar een volwassener geluid. Als in 2008 drummer Van Leeuwen vervangen wordt door Ivo Maarhuis en de zang van Dros over wordt genomen door bassiste Marloes Voskuil ondergaat de band zijn laatste metamorfose. Ook de teksten krijgen vanaf dat moment een andere inhoud en de aliassen van de bandleden worden vanaf dat moment niet meer gebruikt. Deze bezetting stelt Izegrim in staat meer prioriteit aan de band te geven. Hierdoor speelt de band vanaf dat moment op meer en grotere festivals, op zowel nationale als internationale podia, waaronder een tour met het Engelse Onslaught. In 2009 neemt Izegrim de ep "Point Of No Return" op, waarmee ze een contract bij het Franse label Listenable Records verwerven. Onder Listenable Records bracht de band tot nu toe twee albums uit, "Code Of Consequences" (2011) en "Congress of the Insane" (2013).

## Bandleden

### Huidige leden
- Jeroen Wechgelaer (gitaar)
- Marloes Voskuil (zang en basgitaar)
- Bart van Ginkel (sologitaar)
- Ivo Maarhuis (drums)

### Voormalige leden
- Joep van Leeuwen (drums 1996-2008)
- Niels Donninger (gitaar 1997-1999)
- Anita Luderer (keyboard 1997-1998)
- Kristien Dros (zang 1997-2008)
- Anita Borst (achtergrondzang & basgitaar 1997-2004)
- Corvin Keurhorst (gitaar 1999-2000)
- Carsten Altena (gitaar 2000-2005)

## Discografie

### Studioalbums
- Guidelines for Genocide (2002)
- Tribute to Totalitarianism (2008)
- Code of Consequences (2011)
- Congress of the Insane (2013)[1]
- The Ferryman's End (2016)

### Ep’s
- Bird of Prey (1999)
- New World Order (2005)
- Point of No Return (2009)
- Beheaded by Trust (2018)

### Demo’s
- Most Evil (1998)
- Izegrim (2002)[2]